# Cantó de Nantes-9
El cantó de Nantes-9 (bretó Kanton Naoned-9) és una divisió administrativa francesa situat al departament de Loira Atlàntic a la regió de Loira Atlàntic, però que històricament ha format part de Bretanya.

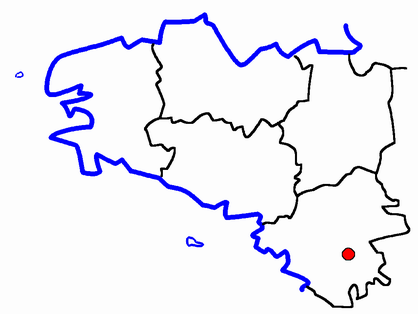
Situació del cantó

## Composició
El cantó aplega el quartier de Nantes Erdre de la comuna de Nantes.

## Història
| Data d'elecció                           | Identitat           | Partit | Qualitat |
| ---------------------------------------- | ------------------- | ------ | -------- |
| 1985-2004                                | Albert Mahé         | PS     |          |
| 2004-                                    | Catherine Touchefeu | PS     |          |
| les dades anteriors no són pas conegudes |                     |        |          |
|                                          |                     |        |          |